# Cyclotoma testudinaria
Cyclotoma testudinaria is een keversoort uit de familie zwamkevers (Endomychidae). De wetenschappelijke naam van de soort werd in 1851 gepubliceerd door Étienne Mulsant.